# Boanerges de Souza Massa
Boanerges de Souza Massa (Avaré, 07 de janeiro de 1938 — Pindorama, 21 de junho de 1972) foi um médico e guerrilheiro brasileiro que militou na Ação Libertadora Nacional (ALN) e no Movimento de Libertação Popular (Molipo) durante o Regime militar no Brasil. 
É um dos casos investigados pela Comissão da Verdade, que apura mortes e desaparecimentos na ditadura militar brasileira.
Boanerges é considerado um desaparecido político. Isso porque os seus restos mortais não foram encontrados e nem entregues para os familiares.Com isso, Boanerges não conseguiu ser sepultado até os dias de hoje.

## Biografia
Neto de italianos, Boanerges de Souza Massa nasceu no dia 7 de janeiro de 1938 em Avaré, município localizado no interior do estado de São Paulo. Ainda pequeno mudou-se com os pais Laura e Francisco de Souza Massa para Ajicê, distrito de Rancharia (SP), onde mantinham um bar. Como no lugarejo não havia o curso ginasial, o rapaz veio estudar e morar com os tios na terra natal, onde completou seus estudos.
"Sujeito incomum, cheio de ideias revolucionárias e dono de uma inteligência ímpar", essa é a unânime impressão deixada por ele na lembrança de seus colegas de escola em Avaré, onde estudou entre 1951 e 1958.  “O Boanerges era um tipo participativo, falava com a língua presa e já dava para perceber que sua cabeça fervilhava”, lembra a educadora Luzia Lopes, sua colega no colégio Cel. João Cruz. “Era realmente um prodígio, uma figura marcante”, completa Renato Cavallini, que se formou como contador na mesma turma que o médico advogado, em 1958, pelo Instituto de Ensino Sedes Sapientiae. 
Em julho de 1962, como bolsista da Associação Universitária Internacional, Boanerges viajou aos Estados Unidos para estagiar em Harvard. Em Washington, foi recebido nos jardins da Casa Branca pelo presidente vigente da época, John F. Kennedy, como parte da “Aliança para o Progresso”, projeto norte-americano que tem como objetivo trazer ajuda aos países da América Latina. Surpreendendo os presentes, “o estudante de Avaré” – assim o identificaram os jornais da época - teve a ousadia de questionar Kennedy sobre sua ingerência em países pobre, mostram que desde jovem seguia os princípios que causaram sua morte. 
Ainda como aluno da Universidade de São Paulo, Boanerges mostrou-se um indivíduo indignado e contertador das desigualdades sociais no Brasil. Incrédulo e incomodado com a miséria, a classificava como inimiga e destacava a urgência e importância de ser exterminada. Movido pela vontade de mudanças, o então estudante escreveu: “Nós sabemos, tranquilamente, que o Brasil não é um país rico. Poderá a vir a ser isso; tem tudo para ser isso, mas não é”.  
A origem humilde não foi um empecilho para sua carreira acadêmica. O guerrilheiro conseguiu a proeza de se formar em medicina e em direito, simultaneamente, na universidade mais renomada e concorrida do país, a Universidade de São Paulo (USP). Os dois cursos foram concluídos em meados dos anos 1960. Antes de atuar no combate a ditadura brasileira, exerceu a medicina por pouco tempo trabalhando no Hospital das Clínicas, na capital Paulista. Boanerges foi casado com Maria Lúcia Kerbeg Massa.
Durante seu período atuando no HC, Boanerges foi visto participando de cenas impressionantes. Uma delas foi a cirurgia plástica realizada pelo guerrilheiro no capitão Carlos Lamarca, um grande e conhecido opositor do regime vigente, em pleno centro da capital paulista bem “debaixo do nariz da repressão” no fim do ano de 1968. 
Coetâneo de ex-guerrilheiros conhecidos e renomados como a ex-presidenta, Dilma Rousseff, e os deputados Fernando Gabeira e José Genoíno, ele também foi parceiro de combate do ex-ministro José Dirceu, quando os dois passavam um período na ilha de Fidel Castro. 
Boanerges tornou-se perseguido político após prestar socorro à Francisco Gomes da Silva, militante da ALN baleado durante uma ação armada. Após este episódio, passou a viver na clandestinidade e a integrar o movimento. Em 1970, o médico foi para Cuba junto com outros militantes, entre eles, Ruy Carlos Vieira Berbert, Maria Augusta Thomaz, Aylton Adalberto Mortati e Ana Corbisier.Permaneceram em uma casa cedida pelo governo cubano - na época Fidel Castro era presidente do país - e lá realizaram um treinamento de guerrilha, que consistia em estudos e treinamentos físicos. Ainda em Cuba,  fundaram o Movimento de Libertação Popular (Molipo), uma dissidência da Ação Libertadora Nacional, criada por Carlos Marighella.
No fim de 1970, Boanerges, ao lado de outros guerrilheiros conhecidos como "Grupo dos 28" foi preparado para retornar ao país de origem. Regressou ao Brasil em 1971, com outros militantes, se instalando em Bom Jesus da Lapa. Com o endurecimento das Forças de Segurança na região, se deslocaram para o norte de Goiás.

## Desaparecimento
Boanerges de Souza Massa desapareceu depois de seu retornar ao Brasil, vindo de um período em Cuba. Passado seu tempo no país socialista, com o término das atividades da terceira turma de preparação de guerrilheiros no país, os guerrilheiros se prepararam para voltar ao seu país de origem. Com a chegada do fim dos anos 1970, o “Grupo dos 28” ou “Grupo da Ilha” decidiu retornar ao Brasil, para dar prosseguimento à organização da luta armada contra o regime instaurado. Durante o ano de 1971, oito integrantes da guerrilha voltaram para o país, utilizando nomes falsos em documentos confeccionados em Cuba. Um grupo estabeleceu-se no norte de Goiás, em uma região cortada pela estrada Belém-Brasília, próxima ao Pará e ao Maranhão. A base da operação foi transferida para a cidade de Araguaína, município brasileiro situado no estado do Tocantins. 
Em maio de 1971, a agência Brasília do Serviço Nacional de Informações encaminhou à Presidência da República um relatório produzido pelo DOI-CODI/CMP; DOI/3ª e CIE/ADP à respeito da intitulada Operação Ilha, cujo objetivo era de localizar e desmembrar núcleos terroristas instalados no Norte do Estado de Goiás, constituídos por elementos da Aliança Libertadora Nacional, procedentes de Cuba.
Órgãos de segurança nacional e de repressão policial já monitoravam o Movimento de Libertação Popular e sabiam sobre a volta ao Brasil. 
No dia 21 de dezembro de 1971, em Pindorama/GO, Boanerges foi preso pela polícia local se identificando como vendedor de produtos farmacêuticos. O médico possuía dois documentos de identificação, uma com o nome de Julio Martins e outro com o nome de Moyses Jacinto Braga. Em seguida, foi conduzido para Porto Nacional em Goiás, e, sua prisão foi conferida ao CIE/11ª RM.
No dia 26 de dezembro do mesmo ano sua remoção para Brasília foi determinada, em seus primeiros interrogatórios confirmou ser Boanerges de Souza Massa, tendo revelado mais tarde o nome de seus companheiros Ruy Carlos Vieira Berbert e Jeová Assis Gomes. De acordo com o relatório, o médico contou a seus interrogadores sobre uma fazenda que o Movimento de Libertação Popular tinha na região de Araguaína, para servir de base para ações de guerrilha rural. As prisões de Jeová e do casal, Sérgio Capozzi e Jane Vanine Capozzi, só não ocorreram de imediato, em razão da dificuldade das forças de segurança para chegar à localidade delatada. 
A Operação Ilha indica que Boanerges foi o primeiro a ser preso e de morte categoricamente admitida pelo relatório. Seu último registro foi documentado no dia 21 de junho de 1972, informando a continuidade dos interrogatórios. O relatório destacou, entretanto, que Boanerges e seu companheiro Jeová encontravam-se debilitados fisicamente, de modo que sua identificação tornou-se difícil.  Após sua prisão e movimentações iniciais, pouco se sabe sobre o que aconteceu com Boanerges e seu corpo. Nos acervos, há apenas algumas pistas.
Uma delas é uma das informações divulgadas pelo Exército. No documento 197/72- E2.2, de 27 de junho de 1972, por exemplo, a 2ª Seção do Estado-Maior do Exército expôs em detalhes a situação de militantes da ALN que fizeram residência e cursos em Cuba. Graças a registros desse documento é possível saber que em 21 de junho de 1972, Boanerges ainda se encontrava preso, embora sem indicação precisas e detalhes sobre o local exato da reclusão e as condições do confinamento.
Devido à ausência de seu nome no Dossiê dos Mortos e Desaparecidos Políticos no Brasil,  sua prisão não era oficialmente assumida pelos órgãos de segurança do Regime Militar, o que ocorreu apenas quando o requerimento foi apresentado à Comissão Especial sobre Mortos e Desaparecidos Políticos(CEMDP). 
Porém, a escritora Taís Morais,oferece uma versão para a morte de Boanerges e algumas pistas sobre a possível localização de seus restos mortais. Analisando diversas declarações de “Carioca”, um agente ligado ao Centro de Informações do Exército (CIE), Tais conclui que: ao ser levado para o Distrito Federal pela Polícia do Exército, Boanerges teria ficado detido no Pelotão de Investigações Criminais do Batalhão de Polícia do Exército (PIC/BPE), sendo, posteriormente, transferido para um “aparelho” do CIE. Segundo consta, esse aparelho ficava na zona rural de Formosa, cidade goiana a cerca de 70 quilômetros da capital federal. Em seguida, Carioca ficou sabendo por um jovem soldado, responsável pela vigilância do aparelho, que o médico havia sido morto e levado o seu corpo. Nos fazendo crer que o último paradeiro de Boanerges tenha sido nessa zona rural. O soldado teria narrado o acontecido a Carioca dizendo que Boanerges foi levado de madrugada por agentes e nunca mais foi visto.
Em novembro de 2012, o Ministério Público Federal (MPF) de Tocantins ingressou com uma Ação Civil Pública requerendo a responsabilização penal e civil de Lício Maciel, tenente-coronel da reserva do Exército Brasileiro, como autor participante da prisão ilegal e assassinato de Boanerges de Souza Massa, assim como de outros militantes guerrilheiros que morreram ou desapareceram no que é conhecido hoje como estado do Tocantins. Em novembro de 2012, o site da Comissão Nacional da Verdade divulgou texto sobre a "Operação Ilha" que apontam as ações de repressão do governo no norte do estado de Goiás. 

## Controvérsias
A desaparição do guerrilheiro em 1971, ano em que diversos membros do Movimento de Libertação Popular foram mortos ou desapareceram, gerou a suspeita de que Boanerges poderia ser um informante que estava infiltrado no grupo desde de sua ida para Cuba. A hipótese foi bastante discutida pela esquerda brasileira. Entretanto, documentos do Exércitoinformam que o guerrilheiro foi descoberto e preso a partir de informações colhidas em outra operação contra o Grupo armado, no Rio de Janeiro, no ano em que os assassinatos ocorreram.

## Conclusão da Comissão Nacional da Verdade
Após as investigações sobre a morte do avareense Boanerges de Souza Massa, conclui-se que sua morte foi provocada em decorrência de ação cometida por agentes do Estado brasileiro. A morte de Souza Massa foi fruto de sistemáticas violações de direitos humanos articuladas pela ditadura militar implantada no Brasil a partir de 1 de abril de 1964. Porém, seus restos mortais e as circunstâncias de sua morte ainda são desconhecidas, como é comum em casos de mortos no período da Ditadura. A continuidade nas investigações é importante para que seus restos mortais voltem para a família e para que os demais agentes envolvidos sejam identificados e responsabilizados por seus atos.